# 詹思謙
詹思謙（1548年—？），字惟柄，號洞源，浙江衢州府常山縣人，民籍，明朝政治人物。

## 生平
隆慶元年（1567年）丁卯科浙江鄉試第七十名，萬曆二年（1574年）登甲戌科二甲第六十五名進士。歷官河南按察司副使，二十年六月調任陕西副使、整饬潼关兵备道，二十一年十月調河南，十一月改補永平兵备。

## 紀念
衢州童家巷口原有“五星聚奎坊”，為隆庆元年（1567年），為當年同科举人西安徐一槚、张子校，江山杨梦玄，常山詹思谦，开化汪朝仕五人所立，坊额书“五星聚奎”。

## 家族
曾祖詹英；祖父詹紳，曾任知縣 贈文林郎；父詹需亨，曾任兵馬指揮。嫡母江氏（封孺人）；生母張氏。具庆下。兄詹獻策（貢士）、詹思虞（貢士）。